# Maximilien de Béthune
Maximilien de Béthune, duque de Sully (Rosny-sur-Seine, 13 de diciembre de 1560-Villebon, 22 de diciembre de 1641), Par de Francia, príncipe soberano de Henrichemont y de Boisbelle, barón y luego marqués de Rosny, marqués de Nogent-le-Rotrou, conde de Muret y de Villebon, vizconde de Meaux, fue hugonote, militar, y ministro de Enrique IV, rey de Francia y de Navarra.

## Biografía

Blasón de la Casa de Béthune.

Maximilien de Béthune nació en el castillo de Rosny, cerca de Mantes-la-Jolie. Perteneció a la rama menor, poco afortunada y calvinista de una familia descendiente de los condes soberanos de Artois, emparentada con los condes de Flandes. Aunque fue el segundo hijo de François de Béthune y de Charlotte Dauvet, la muerte de su hermano mayor en 1575 lo convirtió en heredero del título de barón de Rosny. Fue criado bajo la fe reformada como hugonote. Todavía siendo un niño en 1571, Maximilien fue presentado ante Enrique de Navarra y quedó permanentemente apegado al futuro rey de Francia. El joven barón de Rosny fue llevado a París por su tutor, donde estaba cursando estudios en el Colegio de Borgoña al momento de la Masacre de San Bartolomé, de la cual escapó llevando discretamente bajo su brazo un libro de horas. Luego, estudió matemáticas e historia en la corte de Enrique de Navarra.
Con el estallido de la guerra civil en 1575, Maximilien se alistó en el ejército protestante. En 1576, acompañó al duque de Anjou a una expedición a los Países Bajos con el objetivo de recuperar el vizcondado de Gante, que no había podido heredar de su padrino, dado que este último era profundamente católico. Como fracasó en su intento, se adhirió por un tiempo a la corte del Príncipe de Orange. Más tarde, se reunió con Enrique de Navarra en Guyena, donde desplegó gran experiencia en el campo y una particular habilidad como ingeniero militar. En 1583, era un agente especial de Enrique en París y, durante una tregua en las guerras de religión, se casó con Anne de Courtenay, quien falleció cinco años después. Con el reinicio de la guerra civil, se reunió nuevamente con Enrique de Navarra y fue gravemente herido en la batalla de Ivry (1590). Aconsejó a Enrique que se convirtiera al catolicismo, pero él mismo se negó firmemente a convertirse en católico.
Tuvo un hijo con su primera esposa, Maximilien, marqués de Rosny (1587-1634), quien llevó una vida de derroche y libertinaje. Con su segunda esposa, Rachel de Cochefilet, viuda del lord de Chateaupers, con quien se casó en 1592 y quien se convirtió al protestantismo para complacerlo, tuvo nueve hijos, de los cuales seis murieron jóvenes y una hija se casó en 1605 con Enrique II de Rohan.

## Carrera política
Una vez que la sucesión de Enrique al trono estuvo asegurada, la fe y confianza de Maximilien fue recompensada con numerosas propiedades y dignidades. Desde 1596, cuando fue admitido en la comisión de finanzas de Enrique, Maximilien introdujo algún orden en los asuntos económicos de Francia. Actuando como único Superintendente de Finanzas (oficialmente) a fines de 1601, autorizó la libre exportación de granos y vino, redujo el interés legal, estableció una corte especial para juzgar casos de peculado, prohibió que los gobernadores provinciales recaudaran dinero bajo su propia autoridad y eliminó muchos abusos en la recaudación tributaria. Maximilien abolió varios cargos y, entre 1600 y 1610, logró ahorrar un promedio de un millón de libras por año.
Sus logros no solo fueron financieros: en 1599, fue nombrado gran comisionado de carreteras y obras públicas, superintendente de fortificaciones y gran maestro de artillería; en 1602, gobernador de Nantes y de Jargeau, capitán general de la gens d'armes de la Reina y gobernador de la Bastilla. En 1604, fue nombrado gobernador de Poitou; y, en 1606, se le concedió el título de duque de Sully. Declinó el cargo de connétable de France (primer oficial de la Corona y Comandante en Jefe del ejército) debido a que no se quiso convertir al catolicismo.

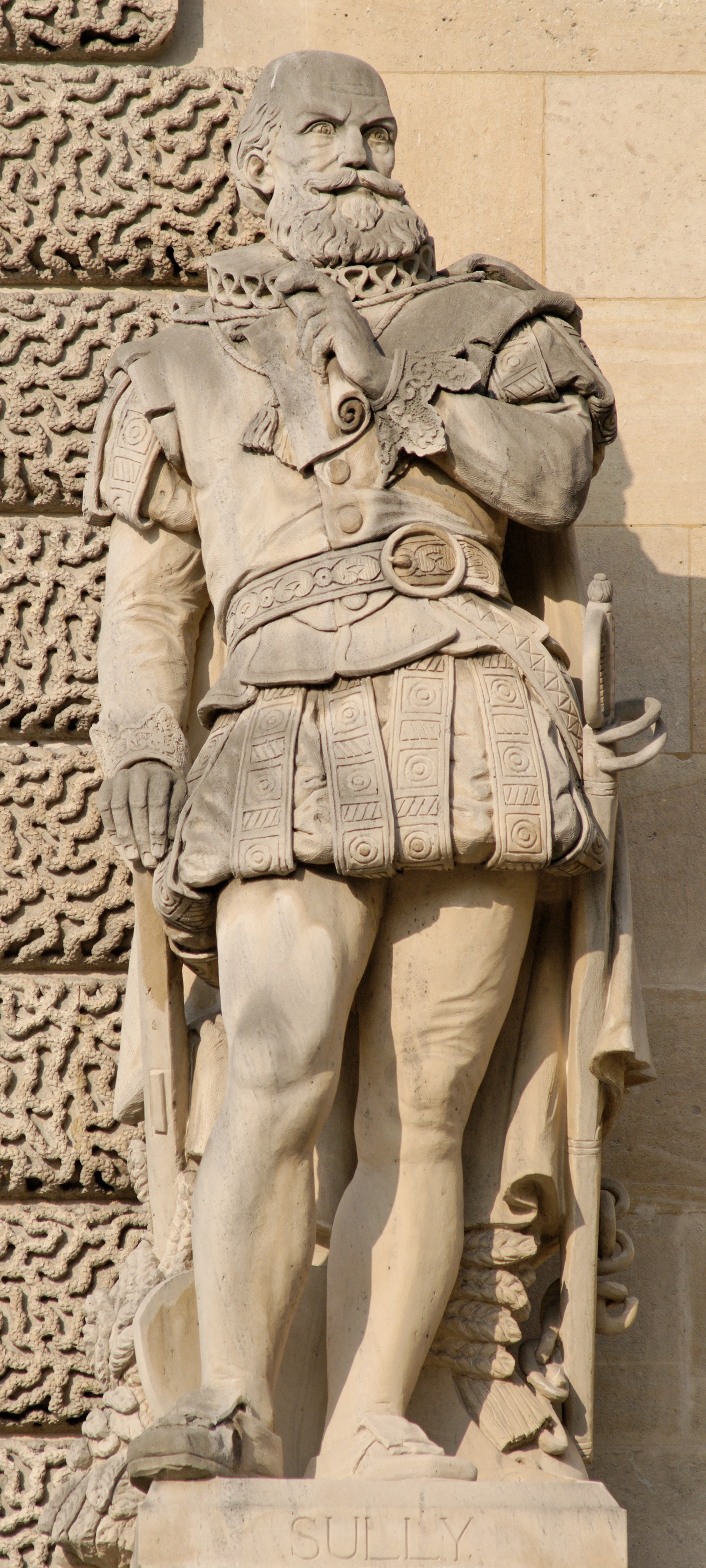
Estatua de Sully en el Palais du Louvre, París.

Sully promovió la agricultura, alentó la libre circulación de productos, prohibió la destrucción de los bosques, drenó los pantanos, construyó caminos y puentes, planificó un amplio sistema de canales y comenzó a edificar el canal de Briare. Asimismo, fortaleció los establecimientos militares franceses: bajo su dirección, Evrard comenzó la construcción de un gran línea de defensas en las fronteras. En la política exterior, Sully se opuso a la política colonial del rey Enrique porque la consideraba inconsistente con los intereses franceses. De igual manera, mostró poco apoyo a la actividad industrial, aunque por expreso pedido del rey, fundó unas cuantas fábricas de seda. 
Maximilien luchó en compañía de Enrique IV en Saboya (1600-1601) y negoció el tratado de paz en 1601. En 1603, representó a Enrique en la corte de Jacobo VI de Escocia y I de Inglaterra y, a lo largo del reino, ayudó al rey a aplastar las insurrecciones de la nobleza, sea católica o protestante. Fue también Maximilien quien arregló el matrimonio entre Enrique IV y María de Médici.
El rol político del duque de Sully prácticamente terminó con el asesinato de Enrique IV el 14 de mayo de 1610. Si bien fue miembro del consejo de regencia de la reina, sus colegas no estaban dispuestas a tolerar su liderazgo dominante y, tras un duro debate, renunció como superintendente de finanzas el 26 de enero de 1611 y se retiró de la vida pública. La Reina Madre le concedió 300.000 libras por sus grandes servicios y lo confirmó en la posesión de sus propiedades. Asistió a la reunión de los Estados Generales en 1614, donde estuvo de acuerdo en su conjunto con la política y el gobierno del Cardenal Richelieu. Desautorizó las conspiraciones en La Rochelle en 1621, pero al año siguiente, fue brevemente detenido en Moulins. 
Es conocido por el «Gran proyecto» de Enrique IV de Francia, publicado en 1638, quien había planificado una reordenación territorial de una Europa de quince Estados, regida por un Consejo de Europa integrado, a su vez, por seis Consejos regionales y por un Consejo general. Se trata de una de las obras precursoras de lo que en la actualidad se conoce como proceso de integración europea. 
El 18 de septiembre de 1634 se le concedió la distinción de Mariscal de Francia y los últimos años de su vida los pasó principalmente entre Villebon, Rosny y Sully-sur-Loire.